# Comuna Sõmeru
Sõmeru este o comună (vald) din Comitatul Lääne-Viru, Estonia. Are în componență 28 de sate, 3 târgușoare (nuclee de tip urban). Reședința sa este târgușorul (alevik) Sõmeru.